# Батюнин, Виктор Иванович
Виктор Иванович Батюнин (5 августа 1932, Конышёвка, Центрально-Чернозёмная область — 19 мая 2025, Курск) — советский военачальник, генерал-майор артиллерии (1976), представитель Главнокомандующего ОВС стран Варшавского Договора при командующем ПВО Чехословацкой Народной Армии (1987—1991), юный участник обороны Ленинграда в период Великой Отечественной войны.

## Биография
Родился в посёлке Конышёвка Конышёвского района Центрально-Чернозёмной области.
Детство прошло в военные годы. Отец, Иван Михайлович Батюнин, был призван на фронт и погиб в боях на Курской дуге в 1943 году.
Летом 1941 года вместе со своей тетей отправился в Ленинград. Война застала его здесь и он был вынужден остаться в блокадном городе.
С 1942 по 1944 год участник обороны Ленинграда. Был зачислен воспитанником 3-й зенитной артиллерийской батареи 192-го зенитно-артиллерийского полка. Во время военных действий заряжал ленты к ЗПУ, подносил снаряды к 37-миллиметровым пушкам, выполнял различные поручения командного состава батареи. В 1944 году, после снятия блокады, вернулся домой. При освобождении Конышевского района дом был сожжён. Мама и трое братьев скитались в посёлке по разным жилищам.
В 1947 году приступил к работе с молодёжью, стал инструктором райкома комсомола посёлка Конышёвка. С 1953 года находился в рядах Вооружённых Сил СССР.
Завершил обучение в Житомирском радиотехническом училище в 1955 году, затем обучался в Академии ПВО имени Г. К. Жукова, которую окончил в 1968 году. В 1975 году завершил обучение в Академии Генерального Штаба.
С 1951 по 1991 год он служил в Вооружённых сила СССР. Матрос Черноморского флота дослужился до генерал-майора, представителя Главнокомандующего Объединёнными Вооружёнными Силами стран Варшавского договора при командующем ПВО Чехословацкой народной армии.
В 1951 году был назначен командиром взвода, а в 1963 году уже был начальником оперативного управления дивизии. С 1963 по 1968 год являлся слушателем Академии ПВО. С 1968 по 1970 служил в должности заместителя командира ракетной бригады, с 1970 по 1975 год был слушателем Академии Генштаба в звании полковник.
С 1975 по 1980 год командовал дивизией ПВО; с 1984 по 1987 год — заместитель командующего отдельной армии ПВО в звании генерал-майор. С 1987 по 1991 год был назначен и проходил службу представителем Главнокомандующего ОВС стран Варшавского Договора при командующем ПВО Чехословацкой Народной Армии.
В 1991 году уволен с военной службы, трудоустроился в коммерческую структуру заместителем генерального директора по коммерческим вопросам ОАО «Сполохи» (Архангельск).
С 1994 по 2002 год работал консультантом и помощником по кадрам председателя Курской областной Думы.
Активно занимался общественными вопросами. Возглавлял Курский городской совет ветеранов сухопутных войск.
Проживал в городе Курске.
20 мая 2025 года автономное социальное учреждение Курской области «Ветеран» сообщило, что Виктор Батюнин ушёл из жизни.

## Награды
- Орден Красного Знамени
- Орден Отечественной войны 2 степени,
- Орден «За службу Родине в Вооружённых Силах СССР» III степени,
- Медаль «За победу над Германией в Великой Отечественной войне 1941—1945 гг.»,
- Медаль «В ознаменование 100-летия со дня рождения Владимира Ильича Ленина»,
- другие медали.